# Walter Hasenclever (Übersetzer)
Walter Hasenclever (geboren 1. September 1910 in München; gestorben 4. Dezember 1992) war ein deutsch-amerikanischer literarischer Übersetzer.

## Leben
Walter Hasenclevers Vater Alfred Hasenclever stammte aus einer wohlhabenden rheinischen Industriellenfamilie, der Autor Walter Hasenclever war ein Verwandter. Der Vater starb früh, und die Mutter heiratete den mit ihr verwandten Josef Jaffé, der eine gut gehende Hautarztpraxis in Berlin führte. Den beiden gelang unter schwierigen Umständen 1939 die Flucht in die USA. Seine Schwester Charlotte Hasenclever-Jaffe heiratete 1933 den US-amerikanischen Publizisten Shepard Stone.
Als Jugendlicher gehörte Hasenclever dem pazifistischen Flügel der Jugendbewegung an. Nach einem Jurastudium mit Promotion in Berlin hat er ein Referendariat absolviert. Nach der Machtübergabe an die Nationalsozialisten emigrierte er mit Stones Hilfe 1936 aus Deutschland und arbeitete als Lehrer an der Andover Academy in den USA.
Im Zweiten Weltkrieg wurde er 1943 Soldat der US Army und kam im Sommer 1944 nach Europa. Im Kriegsgefangenenlager Camp Ashcan in Luxemburg wurden die in amerikanische Gefangenschaft geratenen Führer des NS-Staates und führende Militärs festgehalten. Hasenclever wirkte dort an den Verhören von Hermann Göring, Joachim von Ribbentrop, Robert Ley, Julius Streicher, Alfred Rosenberg, Hans Frank, Wilhelm Frick, Wilhelm Keitel, Karl Dönitz und Alfred Jodl mit, die anschließend zu den Nürnberger Prozessen transferiert wurden.
In seinen Erinnerungen, die 1975 veröffentlicht wurden, Ihr werdet Deutschland nicht wiedererkennen, werden diese Prominenten des Naziregimes aus eigener Anschauung, allerdings 30 Jahre nach dem persönlichen Zusammentreffen, charakterisiert, so Robert Ley, Hermann Göring, Hans Frank, Alfred Rosenberg und Anekdoten zu ihnen erzählt.
Er kehrte zunächst in die USA zurück, wurde dann aber ab 1952 beim S. Fischer Verlag in Frankfurt am Main Mitherausgeber der deutschen Ausgabe der Zeitschrift Perspektives. Er arbeitete als Verlagslektor bei Cotta und als Übersetzer aus dem Englischen und gehörte 1954 zu den Übersetzern der Untersuchung Das sexuelle Verhalten der Frau von Alfred C. Kinsey.
Hasenclever war 1963 neben Walter Höllerer Initiator des Literarischen Colloquiums in West-Berlin und arbeitete dann dort bis 1969 als Programmdirektor.
Er wohnte danach in Friesland.
Hasenclever übersetzte unter anderem einzelne Werke der US-amerikanischen Schriftsteller Herbert Gold, Julian Halevy, James Leo Herlihy, Bernard Malamud, Richard P. Powell, Peter Tinniswood, Mark Twain und Eugene Walter sowie zahlreiche Werke des Nobelpreisträgers Saul Bellow, so auch den Roman Herzog. Über Bellow schrieb er auch eine Monografie.

## Bewertungen
Die meisten jüngeren Ausgaben der Werke Bellows enthalten die ersten Übersetzungen von Hasenclever. 2009 wurden zwei Werke von Bellow  neu übersetzt, eines überarbeitet von Bärbel Flad, und neu herausgegeben. Die Neubearbeitungen wurden als nötig erachtet unter anderem wegen der Zeitgebundenheit der ersten Übersetzung:
"Gerade im Bereich des Sexuellen, der bei Bellow ähnlich wie bei seinem Bewunderer Philip Roth, wenn auch weniger explizit, von großer Bedeutung ist, hat sich Walter Hasenclever eher bedeckt gehalten – das war vermutlich nicht alleine der bundesrepublikanischen Biederkeit Anfang der 60er geschuldet."
Marcel Reich-Ranicki wird von Gerrit Bartels im Tagesspiegel zitiert: „Die Übersetzungen fast aller Bücher Saul Bellows stammen von Walter Hasenclever. Und es muss endlich offen gesagt werden: Sie sind schlecht. Und es macht die Sache nicht besser, dass die deutsche literarische Öffentlichkeit es unterlassen hat, gegen diese kontinuierliche Entstellung der Prosa des großen Amerikaners rechtzeitig zu protestieren.“
Demgegenüber schreibt Wieland Freund in der Welt anlässlich der überarbeiteten Übersetzung 2009: "Die "Herzog"-Übersetzung Walter Hasenclevers, der aus dem amerikanischen Exil kam und das "Literarische Colloquium Berlin" mitbegründete, erweist sich, und sei es nach einigen tausend kleinen Verbesserungen, als erstaunlich frisch."

## Schriften (Auswahl)
- Junge amerikanische Literatur. Frankfurt am Main: Ullstein Taschenbücher-Verlag, 1959
- (Hrsg.): Prosaschreiben: Eine Dokumentation. Berlin: Verl. Literar. Colloquium, 1964
- Ihr werdet Deutschland nicht wiedererkennen. Erinnerungen. Köln: Kiepenheuer und Witsch, 1975, ISBN 978-3-462-01074-9
- Saul Bellow: Monografie. Köln: Kiepenheuer und Witsch, 1978, ISBN 978-3-462-01269-9